# Jaume Cascalls

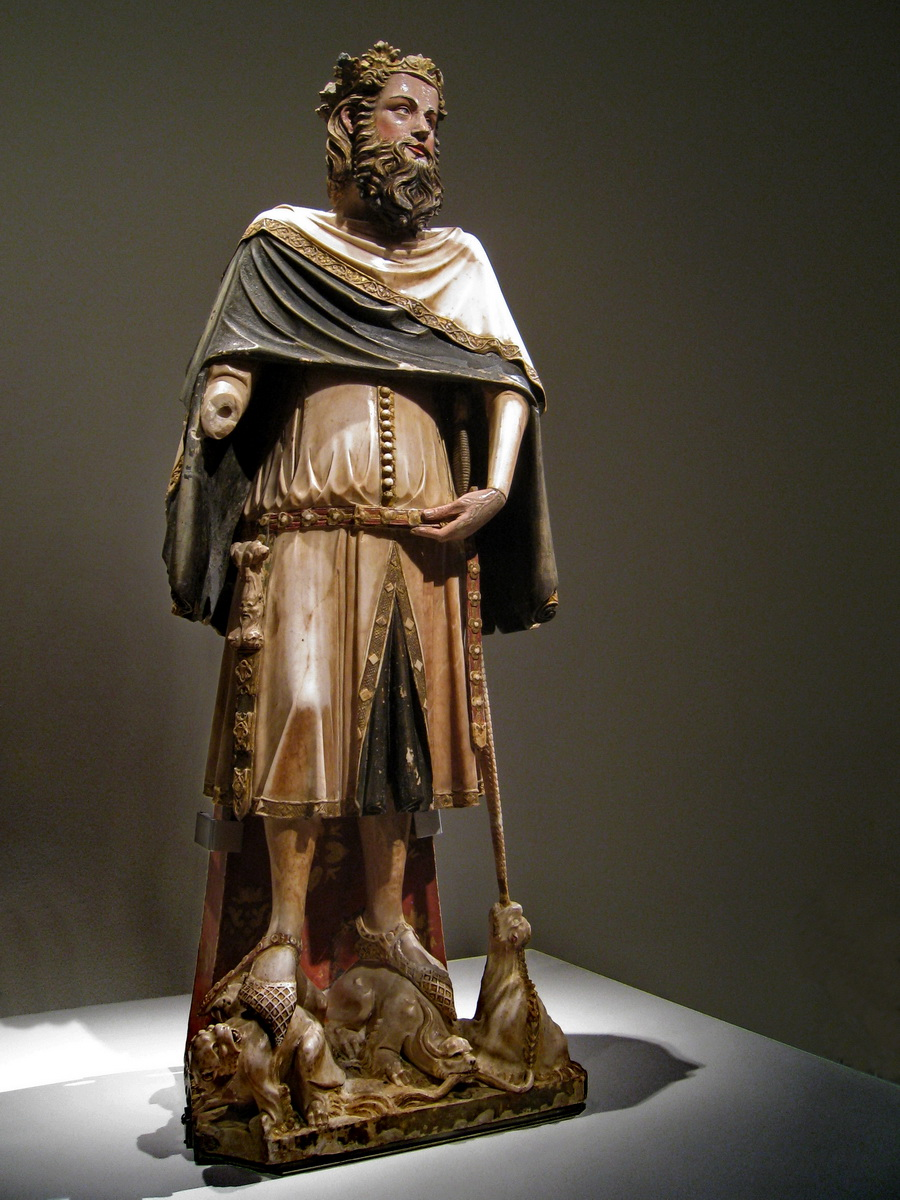
Der Heilige Karl der Große von Jaume Cascalls (1345)

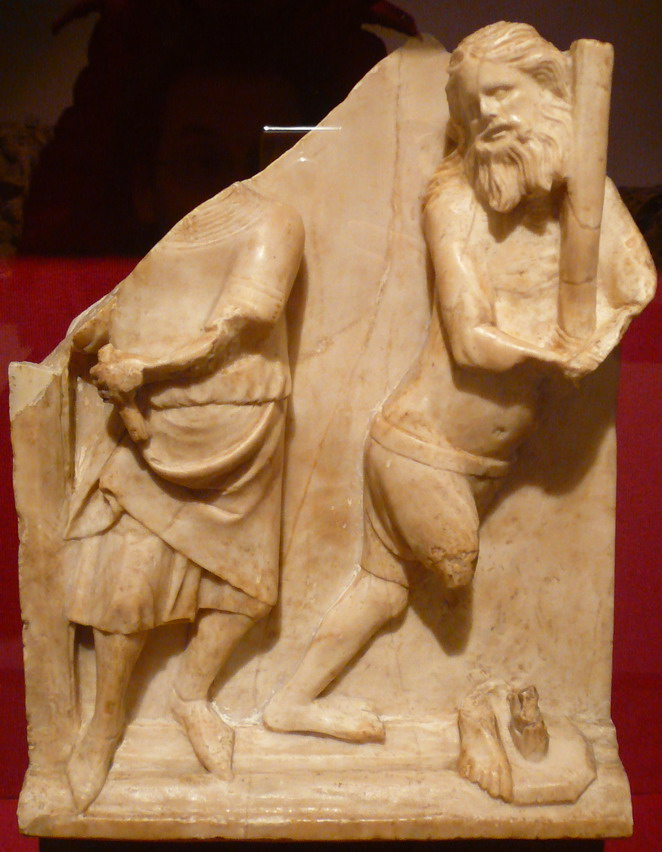
Geißelung Christi, Fragment aus dem Altarbild der Kirche Santa Maria de Cornellà de Conflent von Jaume Cascalls

Jaume Cascalls (* Anfang des 14. Jahrhunderts in Berga; † um 1378) war ein katalanischer Bildhauer der Gotik.

## Leben und Werk
Jaume Cascalls wurde in Berga geboren, was dadurch belegt wird, dass er das Altarbild in der Kirche Santa Maria de Cornellà de Conflent in der nordkatalanischen Comarca Conflent mit „Iacobum Cascalli de Berga“ signierte. Später, zu einem unbekannten Zeitpunkt, zog er nach Barcelona. Jaume Cascalls arbeitete ab 1345 für Pere el Cerimoniós (Peter der Feierliche, Peter IV. von Aragon), den König von Katalonien-Aragon, zunächst an einigen Bildern in Perpignan (1345) und dann ab 1349, an den Königsgräbern von Kloster Poblet. Diesen Auftrag hatte er zusammen mit Aloi de Montbrai erhalten. Der Auftrag umfasste zunächst die Grabmäler für den König und die Königinnen Maria von Navarra und Eleonore von Portugal. Die Grabmale wurden in Beuda gefertigt, nach Roses verbracht und auf dem Seeweg nach Tarragona transportiert. Später (1369–1373) wurde der Auftrag um Liegebilder von Jakob I und Alfonso I. sowie der anderen der Kinder sowie um Bögen, die auf den Königsgräbern errichtet wurden, erweitert. Ein weiterer königlicher Auftrag für zwei Altarbilder für die Kirche des Klosters Poblet wurde – trotz königlicher Wünsche – oft verschoben, weil Cascalls 1361 zum Baumeister der Kathedrale von Lleida ernannt worden war und ab 1375 durch die Arbeit an den Apostelstatuen am Portal der Kathedrale von Tarragona beschäftigt war. Er war verheiratet mit Francesca Bassa, der Tochter des Malers Ferrer Bassa. Er arbeitete 1352 mit seinem Schwiegervater an einem Altarbild für die Kapelle der Königin Eleonore von Sizilien in der Kirche des Königspalastes von Barcelona. Jaume Cascalls muss um 1378 gestorben sein, dem Jahr der Freilassung seines Sklaven und Schülers Jordi de Déu, den Pere el Cerimoniós 1381 zum Baumeister der königlichen Gräber ernannte.
Das älteste bekannte Werk ist das Altarbild der Jungfrau in der Kirche von Cornellà de Conflent, das seinen Namen eingraviert trägt (1345). Über einen stilistischen Vergleich wurden ihm weitere Werke zugeschrieben wie die Statue des Heiligen Karl dem Großen (Museum der Kathedrale von Girona), in die er die Züge von Pere el Cerimoniós hineinlegte, die Statue von Sant Antoni, Abt aus La Figuera in der Comarca Priorat (Museu d’Art de Catalunya), sowie das Altarbild der Heiligen Ursula und der liegende Christus in der Kirche Sant Feliu von Girona.
Als prominenter Vertreter der katalanischen Schule der gotischen Bildhauerei, der sich bereits weitgehend von italienischen und französischen Einflüssen gelöst hatte, verstand Jaume Cascalls es, weiblichen Bildern Süße und männlichen Bildern Kraft zu verleihen, wobei er letztere mit üppigen Bärten und herrscherlichen Haltungen ausstattete. Er blieb in der klassischen Darstellung königlicher Charaktere verhaftet. Als Beispiel mag hier die Statue Karls des Großen stehen, der im 14. Jahrhundert in Girona kultisch verehrt wurde. In den Reliefs wirkte Jaume Cascalls akribisch erzählend. Der künstlerische Einfluss von Aloi de Montbrai auf Jaume Cascalls war enorm, sodass die Zuschreibung mancher Werke an einen der beiden Künstler nahezu unmöglich wird.